# 苏州机场列表
苏州机场列表列出在中华人民共和国江苏省苏州市各地的机场。2000年蘇州光福机场停止民航服務之后蘇州區域內並沒有其他民用機場替代。
目前只能依靠上海的虹橋機場和浦東機場以及無錫的碩放機場提供民航服務。
不过近些年由于航空设施的欠缺，苏州当局规避民航华东局限制的同时让苏州拥有4F级国际机场的计划也在进行中。2024年3月16日，苏州交通投资集团有限责任公司正式开展关于苏州通用机场（暂定名）选址报告及可研报告（含专题）编制及上报服务项目招标等工作，并且苏州市国资委已于2024年3月27日成立了苏州航空产业发展有限公司。虽然该可行性研究的内容是以发展城市中低空航空产业集群与货运经济为推动点，但据政府内部消息透露，苏州本次通用机场编制工作的最终目的是为苏州目前规划建设的通用机场改扩编转至大型民用运输机场做准备。
| 机场名称           | 目前状态                                                             |
| ------------------ | -------------------------------------------------------------------- |
| 苏州光福机场       | 于2000年停止客运只保留军用                                           |
| 苏州机场           | 列入交通运输部关于江苏省开展品质工程建设等交通强国建设试点工作的意见 |
| 苏州淀山湖通用机场 | 列入苏州市交通运输“十三五”发展规划（公示）                           |
| 吴江平望通用机场   | 列入苏州市交通运输“十三五”发展规划（公示）                           |
| 沙家浜国际通用机场 | 已经成立空港公司，正在等待开工手续                                   |